# Walter Varndal
Walter Varndal (* 27. Juni 1901 in Wien als Walter Jakob Paul Vancsa; † 24. April 1993 in Baden bei Wien) war ein österreichischer Schauspieler und eine gefragte Charge bei Bühne und Film.

## Biografie
Der Hofratssohn hatte unmittelbar nach Ende des Ersten Weltkriegs die Akademie für Musik und darstellende Kunst seiner Heimatstadt Wien besucht und anschließend, im Alter von 20 Jahren, in Aachen sein erstes Engagement angetreten. Varndal spielte zunächst weiterhin in der Provinz, hielt sich dann Mitte der 1920er Jahre erneut in Wien auf, wo der Filmregisseur Robert Wiene den seit 1924 filmaktiven Schauspieler für einige Kleinstrollen in drei seiner Inszenierungen der Pan-Film vor die Kamera holte.
Anschließend ging Varndal nach Berlin, um dort Theater (an den Saltenburg-Bühnen) zu spielen. Zu Beginn der 1930er Jahre wieder daheim in Wien, fand Varndal, der sich außerhalb Österreichs auch immer mal wieder ein imageförderndes ‘von’ als Namenszusatz gönnte, Verpflichtungen u. a. am Neuen Wiener Schauspielhaus und, vor allem während des Zweiten Weltkriegs, am von ihm mitgegründeten Kabarett ‘Wiener Werkel’. Seine frühen Nachkriegsverpflichtungen führten ihn an Wiens Bühne ‘Die Insel’ und ans Theater in der Josefstadt.
Zeitgleich, in den 1950er Jahren, erhielt Varndal nach einer knapp 25-jährigen Leinwandabstinenz, eine Fülle von Kinoangeboten. Dabei handelte es sich zumeist um Klein- bis Kleinstauftritte in Heimatfilmen und Edelschnulzen wie „Ich tanze mit Dir in den Himmel hinein“ und „Romanze in Venedig“. In diesem Medium bediente der wenig auffällige Künstler Chargen wie Lehrer und Sekretäre, Professoren und Assistenten, Schneider, Wirte oder Friseure. In seinen späten Lebensjahren (ab Mitte der 1960er Jahre) fand er, erneut als Kleindarsteller, auch sporadisch Beschäftigung beim Fernsehen (z. B. in ‘Radetzkymarsch’, ‘Der Feldherrnhügel’, ‘Sorbas’ und in der Serie ‘Wenn der Vater mit dem Sohne’) und ging mit Stückverträgen auf Theatertournee (z. B. nach Stuttgart).
Seine Bühnenlaufbahn umfasst so unterschiedliche Stücke wie ‘Der keusche Lebemann’, ‘Das lebenslängliche Kind’, ‘Wege des Zufalls’, ‘Anatevka’ und ‘Hokuspokus’, in denen er bisweilen sowohl sein komödiantisches als auch sein Gesangstalent unter Beweis stellen konnte.
Varndal verbrachte seinen Lebensabend in einem Künstlerseniorenheim in Baden bei Wien, wo er auch verstarb.
Seine letzte Ruhestätte befindet sich am Hietzinger Friedhof in Wien, Gr. 7, Nr. 17.

## Filmografie (Auswahl)
- 1925: Der Rosenkavalier
- 1926: Der Leibgardist (Der Gardeoffizier)
- 1926: Die Königin vom Moulin Rouge
- 1950: Cordula
- 1950: Gruß und Kuß aus der Wachau
- 1952: Abenteuer im Schloß
- 1952: Hannerl
- 1953: Ich und meine Frau
- 1953: Pünktchen und Anton
- 1954: Wenn du noch eine Mutter hast (Das Licht der Liebe)
- 1954: Der Förster vom Silberwald (Echo der Berge)
- 1955: Die Wirtin zur Goldenen Krone
- 1955: Oh – diese „lieben“ Verwandten
- 1955: Das Erbe vom Pruggerhof
- 1955: Gasparone
- 1956: Die fröhliche Wallfahrt
- 1956: Liebe, Schnee und Sonnenschein
- 1956: Husarenmanöver
- 1956: Vater macht Karriere
- 1957: Jungfrauenkrieg
- 1957: Der Wilderer vom Silberwald
- 1957: Der Pfarrer von St. Michael
- 1958: Einmal noch die Heimat seh’n
- 1958: Hallo Taxi
- 1958: Heiratskandidaten
- 1958: Der Priester und das Mädchen
- 1959: Traumrevue
- 1960: Prinzessin Olympia (Olimpia)
- 1960: Sooo nicht, meine Herren!
- 1960: Das große Wunschkonzert
- 1961: Ein Stern fällt vom Himmel
- 1962: Ein Gruß aus Wien (Almost Angels)
- 1962: Romanze in Venedig
- 1966: Maigret und sein größter Fall
- 1969: Die Moritat vom Räuberhauptmann Johann Georg Grasel
- 1970: Und Jimmy ging zum Regenbogen
- 1973: Der Fußgänger